# Hellmuth Petsche
Hellmuth Petsche (* 24. August 1923 in Scheibbs; † 14. Oktober 2017) war ein österreichischer Neurologe und klinischer Neurophysiologe.

## Leben
Hellmuth Petsche wurde am 24. August 1923 als Sohn des Steueroffizials Josef Michael Petsche (* 12. Oktober 1893 in Wien-Heumarkt) und dessen Ehefrau, der Materialverwalterstochter Margareta (geborene Frutschnigg; * 25. April 1897 in Scheibbs), in Scheibbs geboren und am 9. September 1923 auf den Namen Hellmuth getauft. Seine Eltern hatten am 27. September 1921 in Scheibbs geheiratet. Am 9. Juni 1938 wurde Hellmuth Petsche in Wien gefirmt.
Petsche studierte in Wien, Würzburg und Innsbruck Humanmedizin mit Promotion 1948. Nach der Facharztweiterbildung für Neurologie und Psychiatrie an der Psychiatrisch-Neurologischen Universitätsklinik Wien ging er 1959/60 als Fulbright-Stipendiat für ein Jahr an das Department of Anatomy der University of California, Los Angeles (UCLA) in den USA.
Ab 1961 war Petsche Leiter der Abteilung für experimentelle Neurologie und Elektroenzephalographie an der Neurologischen Universitätsklinik Wien. 1963 habilitierte er sich und wurde zum Professor für Neurologie, Neuroanatomie und Neurophysiologie ernannt. Im selben Jahr wurde ihm der Kardinal-Innitzer-Preis zuerkannt. Ab 1969 war er Abteilungsleiter am Institut für Hirnforschung der Österreichischen Akademie der Wissenschaften und ab 1973 Vorstand des Instituts für Neurophysiologie der Universität Wien, ab 1975 als ordentlicher Professor. Seit 1993 war er Professor Emeritus. Er wurde am Hernalser Friedhof bestattet.

### Privates
Am 21. August 1951 heiratete er in erster Ehe standesamtlich und kirchlich in Wien-Margareten eine Dr. phil. Maria (Dorothea?) Rüsch. Am 27. Jänner 2000 heiratete er in zweiter Ehe standesamtlich eine Mag. art. Edeltraude Pauline Nemec.

## Werk
Die drei wissenschaftlichen Schwerpunkte von Petsche waren:
- Erforschung der Mikro-Morphologie als Grundlage der Entstehung des EEGs, speziell was dessen Synchronisierung betrifft,
- Mathematische Analyse des EEGs, und
- Anwendung des EEGs zum Studium und Verständnis kognitiver Vorgänge, speziell in Verbindung mit Musik.

Bei der Erforschung der elektrischen Hirntätigkeit beschäftigte er sich sowohl mit der Entstehung des epileptischen Anfalls als auch – ab 1978 hauptsächlich – mit der Möglichkeit einer Objektivierung von musikalischem Denken und anderer geistiger Vorgänge.
Petsche war u. a. 1970 Gründungsherausgeber der Zeitschrift für Klinische Neurophysiologie. 1961 wurde er zum Vize-Präsidenten der International Society for Electroencephalography and Clinical Neurophysiology gewählt.
Er ist (Ko-)Autor von mehr als 300 Artikeln in Fachzeitschriften und Buchbeiträgen sowie (Ko-)Autor bzw. (Mit-)Herausgeber von sieben Büchern:
- C. Stumpf, H. Petsche: Erzeugung von Krankheitszuständen durch das Experiment. Teil 7 (= Handbuch der experimentellen Pharmakologie. Band 16). Springer, Berlin / Heidelberg / New York 1962.
- H. Petsche, M. A. B. Brazier (Hrsg.): Synchronization of EEG Activities in Epilepsy. A Symposium Organized by the Austrian Academy of Sciences, Vienna, Austria, September 12–13, 1971. Springer, Wien / New York 1972.
- H. Petsche, J. C. Shaw: E.E.G. Topography. (= Handbook of Electroencephalography and Clinical Neurophysiology. Vol 5B). Elsevier, Amsterdam 1973.
- M. A. B. Brazier, H. Petsche (Hrsg.): Architectonics of the Cerebral Cortex. (= International Brain Research Organization (IBRO). Monograph Series. Vol 3). Raven Press, New York 1978.
- G. Pfurtscheller, P. Buser, F. Lopes da Silva, H. Petsche (Hrsg.): Rhythmic EEG Activities and Cortical Functioning. Elsevier, Amsterdam 1980.
- U. Zwiener, H.-P. Ludin, H. Petsche: Neuropathophysiologie: Allgemeine, spezielle und klinische Pathophysiologie des Nervensystems. G. Fischer, Jena 1990.
- H. Petsche, S. C. Etlinger (Hrsg.): EEG and Thinking. Power and Coherence Analysis of Cognitive Processes. With a chapter on technical aspects by P. Rappelsberger. Akademie der Wissenschaften, Wien 1998.

## Auszeichnungen und Tätigkeiten
- 1969: Hans-Berger-Preis der Deutschen EEG-Gesellschaft (ab 1996: Deutsche Gesellschaft für Klinische Neurophysiologie und Funktionelle Bildgebung, DGKN)
- 1974: Korrespondierendes Mitglied der Österreichischen Akademie der Wissenschaften[8]
- 1978: Michael-Preis der Stiftung Michael
- 1978–1990: Wissenschaftlicher Leiter der Herbert-von-Karajan-Stiftung der Gesellschaft der Musikfreunde in Wien (mit Organisation von zweijährlich stattfindenden Symposien unter der Titel Brain and Music)
- 1981: Mitglied der Leopoldina[9]
- 1986: Ehrenmitgliedschaft der Deutschen Sektion der Internationalen Liga gegen Epilepsie (seit 2004: Deutsche Gesellschaft für Epileptologie)
- 1988: Wirkliches Mitglied der mathematisch-naturwissenschaftlichen Klasse der Österreichischen Akademie der Wissenschaften[8]

Darüber hinaus war Petsche Ehrenmitglied zahlreicher weiterer nationaler und internationaler Gesellschaften.